# Hermann Schlegel
Hermann Schlegel (10. června 1804 Altenburg – 17. ledna 1884 Leiden) byl německý zoolog.
Popsal 80 druhů plazů.

## Biografie
Narodil se v roce 1804 v Altenburgu. Jeho otec byl vášnivým sběratelem hmyzu, zvláště motýlů, čímž podnítil synův zájem o zoologii. Rozhodl se studovat ornitologii a setkal se s významným zastáncem tohoto oboru své doby Christianem Ludwigem Brehmem.
Několik následujících měsíců pracoval u svého otce, ale již v roce 1824 se rozhodl vydat na Vídeňskou univerzitu, kde začal navštěvovat přednášky Leopolda Fitzingera a Johanna Jacoba Heckela.
Následující rok ho ředitel přírodovědného muzea Carl Franz Anton von Schreibers doporučil k Coenraadovi Jacobovi Temminckovi, řediteli Přírodovědného muzea v Leidenu, který hledal zručného asistenta. Zde se Schlegel zabýval především plazy, později zaměřil svou pozornost i na jiné skupiny živočichů. Plánoval též výpravu do Jávy, kde se chystal zkoumat místní faunu. Ta se však nekonala díky nesouhlasu následného ředitele přírodovědného muzea Heinricha Boie.
V 30. letech 19. století se setkal s Philippem Franzem von Sieboldem, s kterým se spřátelil a spolupracoval na díle Fauna Japonica z let 1845–1850.
Po Temminckově smrti v roce 1858 se stal novým ředitelem Přírodovědného muzea v Leidenu. Postupně projevil zvláštní zájem o jihovýchodní Asii. V roce 1857 poslal do Číny svého syna, Gustava, který měl zkoumat zdejší ptactvo. O dva roky později poslal se stejným posláním Heinricha Agathona Bernsteina do Nové Guineje. Po Bernsteinově smrti v roce 1865 ho v tomto poslání vystřídal Hermann von Rosenberg.
V 60. letech 19. století přijal mladého asistenta Otto Finsche a v téže době začal vydávat časopisy s názvem Notes from the Leyden Museum (1862–1880), které ilustrovali John Gerrard Keulemans, Joseph Smit a Joseph Wolf.
Závěr života nebyl pro Hermanna Schlegela vůbec jednoduchý. V roce 1864 mu zemřela manželka, jeho asistent Otto Finsch přešel do Přírodovědného muzea v Brémách, jeho muzeum začalo pomalu ztrácet svou popularitu a poslední měsíce svého života trpěl zdravotními problémy. Zemřel 17. ledna roku 1884 v Leidenu.

## Ocenění
V roce 1826 byl Hermann Schlegel zvolen členem Německé akademie věd Leopoldina. V roce 1838 byl jedním ze 140 zakládajících členů La Société Cuvierienne.

### Druhy nesoucí Schlegelovo jméno
- Pseudochirulus schlegeli, v roce 1884 pojmenoval Fredericus Anna Jentink
- Eudyptes schlegeli (1874, Otto Finsch)
- Tomistoma schlegelii (Salomon Müller)
- Francolinus schlegelii (1863, Theodor von Heuglin)
- Arremon schlegeli (1850, Charles Lucien Jules Laurent Bonaparte)